# هاينريش كراوس
هاينريش كراوس (بالألمانية: Heinrich Krause)‏ (و. 1885 – 1983 م) هو رسام نمساوي، شارك في الألعاب الأولمبية الصيفية 1936، والألعاب الأولمبية الصيفية 1948، توفي في فيينا، عن عمر يناهز 98 عاماً.

## التعليم
تعلم في أكاديمية الفنون الجميلة في فيينا
.

## جوائز
حصل على جوائز منها:

الوسام النمساوي للعلوم والفنون ‏

## روابط خارجية
- هاينريش كراوس على موقع أوليمبيديا (الإنجليزية)